# Diplocephalus bosmansi
Espèce
Diplocephalus bosmansi est une espèce d'araignées aranéomorphes de la famille des Linyphiidae.

## Distribution
Cette espèce est endémique de la région Fès-Meknès au Maroc,. Elle se rencontre dans la province de Taza dans le parc national de Tazekka à Bab Boudir dans la grotte Bouslama.

## Description
La femelle holotype mesure 1,42 mm, les femelles mesurent de 1,00 à 1,50 mm.

## Systématique et taxinomie
Cette espèce a été décrite par Lecigne en 2025.

## Étymologie
Cette espèce est nommée en l'honneur de Robert Bosmans.

## Publication originale
- Lecigne, Moutaouakil & Lips, 2025 : « Contribution to the knowledge of the spider fauna of Morocco (Arachnida: Araneae) – second note. On new species and new records from caves and miscellaneous terrestrial ecosystems. » Journal of the Belgian Arachnological Society, vol. 40, no 1 supplement, p. 1-184.